# Blanche Zélia Joséphine Delacroix

Die Baronin de Vaughan mit einem ihrer Söhne, ca. 1908

Blanche Zélia Joséphine Delacroix, Baronin de Vaughan, genannt Caroline Lacroix (* 13. Mai 1883 in Bukarest; † 12. Februar 1948 in Cambo-les-Bains) war die morganatische Ehefrau des belgischen Königs Leopold II.

## Leben
Blanche war die Tochter von Jules Delacroix und Catherine Josephine Sebille. Sie soll König Leopold II. bereits vor dem Tode seiner ersten Ehefrau Marie Henriette (1902) in Paris, wo sie als Prostituierte arbeitete, kennen und lieben gelernt haben.
Der fünfzig Jahre ältere Leopold schenkte seiner Geliebten das Château de Balaincour in Arronville (Val-d’Oise), die Villa Leopolda an der französischen Riviera, und die Villa des Cèdres in Saint-Jean-Cap-Ferrat an der französischen Côte d’Azur. Später verlieh er ihr den Titel einer Baronin de Vaughan, was zu Unstimmigkeiten mit dem Parlament führte. Aus der Liaison mit dem belgischen König Leopold II. gingen zwei Söhne hervor:
- Lucien Philippe Marie Antoine (1906–1984), Herzog von Tervuren
- Philippe Henri Marie François (1907–1914), Graf von Ravenstein.

Am 12. Dezember 1909 heiratete Blanche Delacroix im Palmenpavillon von Schloss Laken König Leopold II. von Belgien, die Heirat galt als Ehe zur linken Hand (morganatische Ehe). Fünf Tage später starb er an den Folgen eines Schlaganfalls. In zweiter Ehe heiratete sie 1910 Antoine Durrieux.